# زنان در هوانوردی

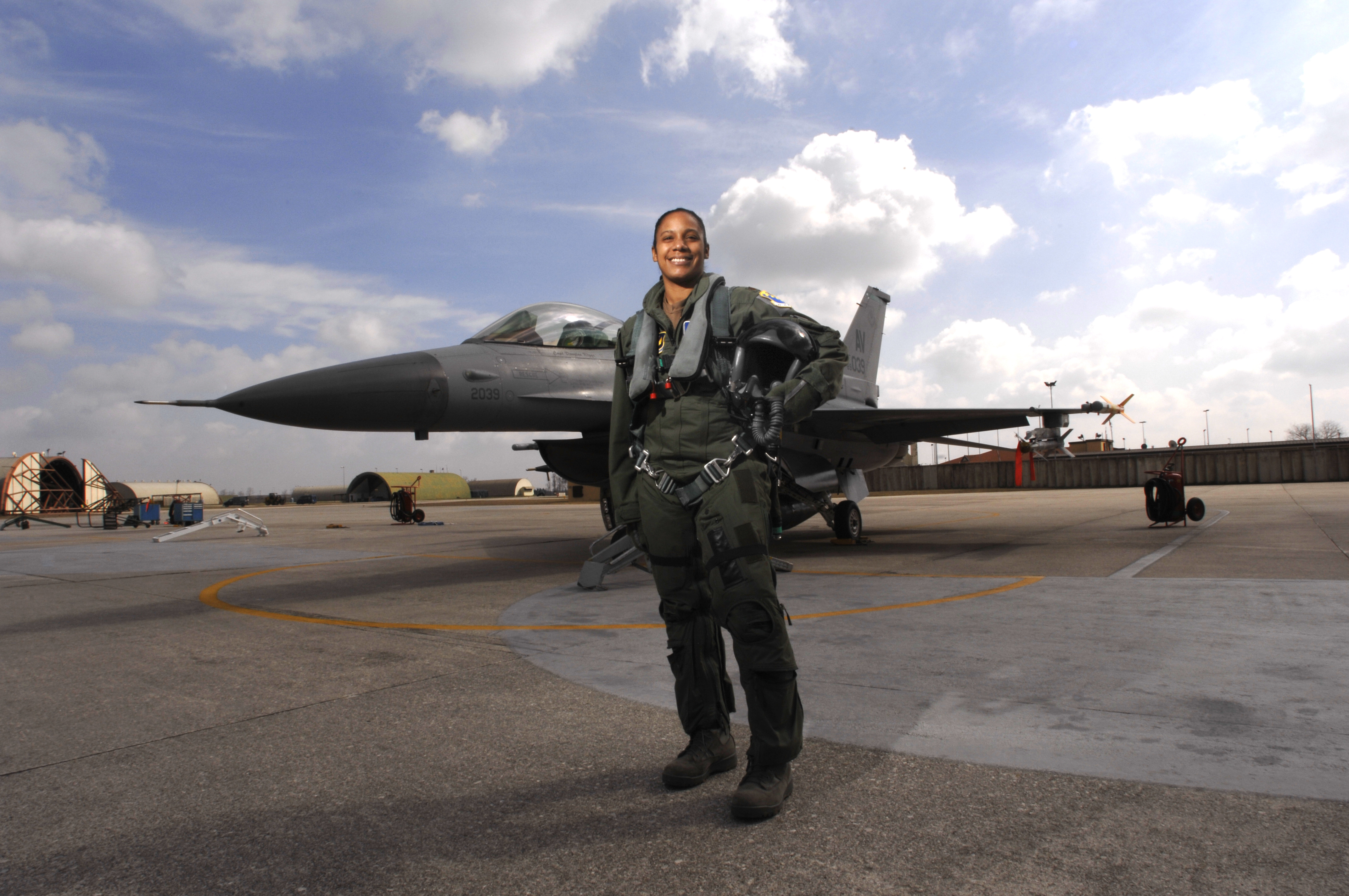
اولین خلبان جنگنده زن آمریکایی آفریقایی‌تبار نیروی هوایی ایالات متحده، شاونا روشل کمبرل

زنان از ابتدای سفرهای هوایی سبک‌تر و همچنین با توسعه هواپیماها، هلی کوپترها و سفرهای فضایی در حمل و نقل هوایی مشارکت داشته‌اند. به زنان خلبان «هواپیما» نیز گفته می‌شد. زنان از سال ۱۹۰۸ با هواپیماهای مجهز به هواپیما پرواز می‌کنند. با این حال، قبل از ۱۹۷۰، بیشتر آنها محدود به کار خصوصی یا نقش پشتیبانی در صنعت هواپیمایی بودند. هواپیمایی همچنین به زنان اجازه می‌داد «در سفرهای بی‌سابقه به تنهایی سفر کنند». زنانی که در زمینه‌های مختلف هواپیمایی موفق بوده‌اند به عنوان مربی برای زنان جوان تر خدمت کرده و به آنها در کارشان کمک می‌کنند.
طی دو دهه اول پرواز با قدرت، خلبانان زن در حال شکستن رکوردهای سرعت، استقامت و ارتفاع بودند. آنها در مسابقات هوایی در برابر مردان رقابت می‌کردند و پیروز می‌شدند و زنان در هر قاره به جز قطب جنوب پرواز را شروع کرده بودند، در نمایش‌های هوایی، چتر نجات و حتی حمل و نقل مسافران شرکت می‌کردند. در طول جنگ جهانی دوم، زنان از هر قاره به تلاش‌های جنگی کمک می‌کردند و اگرچه پروازهای نظامی آنها بیشتر محدود بود، بسیاری از خلبانان زن با خدمات کمکی پرواز می‌کردند. در دهه‌های ۱۹۵۰ و ۱۹۶۰، زنان در درجه اول محدود به خدمت در زمینه‌های پشتیبانی مانند آموزش شبیه‌سازی پرواز ، کنترل ترافیک هوایی و به عنوان مهماندار پرواز بودند. از دهه ۱۹۷۰ زنان در بیشتر کشورها مجاز به شرکت در خدمت سربازی بودند.
مشارکت زنان در زمینه هواپیمایی طی سالها افزایش یافته‌است. تشکیل نود و نه در سال ۱۹۲۹ اولین سازمان برای زنان خلبان بود. اعضای آنها تقریباً هر خلبان زن را در مورد موفقیت انجام داده‌اند. بعد از اولین مسابقه رسمی هوایی فقط زنان در ایالات متحده طی مسابقات ملی هوایی ۱۹۲۹ شکل گرفت. ۹۹ زن از ۱۱۷ عضو پروانه خلبانی عضو مؤسس نود و نه عضو شدند که به تعداد اعضای آنها نامگذاری شده‌است. در ایالات متحده، طی سال ۱۹۳۰، حدود ۲۰۰ زن خلبان وجود داشت اما در طی پنج سال بیش از ۷۰۰ نفر خلبان بودند. هفته جهانی زنان هواپیمایی گزارش داده‌است که پس از سال ۱۹۸۰، افزایش برابری جنسیتی برای زنان خلبان در ایالات متحده راکد بوده‌است.  زنانی که با هواپیمایی تجاری در هند پرواز می‌کنند، ۲۰٫۶٪ از کل خلبانان را تشکیل می‌دهند. تعداد جهانی خلبانان هواپیمایی زن ۵٪ است. امروزه، در سراسر جهان زنان به هواپیمایی علاقه‌مند هستند. در حالی که تعداد کلی خلبانان زن در هواپیمایی افزایش یافته‌است، درصد آنها ثابت مانده‌است.